# Шаджар ед Дурр
Шаджар ед Дурр (араб. شجر الدر — (померла 28 квітня 1257) — вдова султана ас-Саліха (старшого сина шостого аюбідського султана аль-Каміля (1218–1238)). Після смерті султана ас-Саліха до Єгипту терміново повернувся Туран-шах, його син від першого шлюбу. До його повернення Єгиптом правила саме Шаджар ед Дурр.

## Життєпис
Поведінка Туран-шаха, його буйний характер, постійні образи та приниження ним підданих спричинили невдоволення вищих чинів мамлюків і ненависть мамлюкської гвардії; після чергового скандалу він був убитий. Султаншею була проголошена Шаджар ед Дурр. Її правління тривало лише 80 днів, оскільки верхівка мамлюків не бажала підкорятись жінці. Шаджар ед Дурр запропонували вийти заміж за Айбека, мамлюкського головнокомандувача. Вона підкорилась, але, зневажаючи свого чоловіка, міцно тримала владу у своїх руках.
Історія усунення Шаджар ед Дурр від влади досить заплутана. Не останню роль відіграли особисті мотиви: Шаджар ед Дурр змусила Айбека розлучитись із першою дружиною, а за деякий час, коли він зажадав узяти за дружину іншу жінку, наказала вбити його. Її посадили під домашній арешт, але перша дружина Айбека запросила її до лазні, куди мусульманські жінки ходили не тільки заради гігієни, але й задля дозвілля. Саме там служки ображеної дружини побили Шаджар ед Дурр своїми дерев'яними черевиками до смерті.